# Ksantelazma kapka oka
Ksantelazma kapka oka (lat.  xanthelasma palpebrae) je dobroćudno (benigno) nakupljanje lipida (masnoće) i gigantskih penušavih ćelija u koži kapka.  Može biti važan indikator narušenog metabolizma masti u jetri, kod određenih hroničnih bolesti.
Ksantelazma je benigno stanje koje nikada ne dovodi do ozbiljnih posledica, ali je kozmetički neugodno, a većina pacijenata je nezadovoljna svojim imidžom i traže savet lekara. U tom smislu pacijenti često posećuju dermatološke ordinacije, klinike za rekonstruktivnu hirurgiju i oftalmološke klinike tražeći trajna rešenja.

## Epidemiologija
Ksantelazma je neuobičajena lezija kože u opštoj populaciji sa grubom incidencom od 1,2%. Češće je kod žena nego kod muškaraca. Starost početka se kreće od 20 do 70 godina, ali se najčešće viđa između 35 i 55 godina.
Češće se javljaju kod žena, kojima ne predstavlja značajan estetski problem jer se može prekriti šminkom.

## Etiopatogeneza
Ksantelazma je stanje u kome se meke, žute papule ili plakovi ispunjeni holesterolom formiraju preko medijalnog kantusa gornjeg kapaka. Nekoliko zdravstvenih stanja povezano je sa pojavom ksantelazme kapka, uključujući:
- Hiperlipidemiju,  tipa II koja uključuje tip IIa, poznat i kao porodična hiperholesterolemija, i tip IIb, koji se obično naziva porodična kombinovana hiperlipidemija Hiperlipidemija tipa IV, koja je takođe poznata kao porodična hipertrigliceridemija

- Šećerna bolest,

- Disfunkciju štitne žlezde, hipotireoza
- Niski nivo HDL-a
- Masna dijeta
- Prekomerni unos alkohola
- Dobijanje na težini

Ksantelazm se primećuje i kod pacijenata koji su ranije imali eritrodermu, generalizovanu inflamatornu dermatozu kože i kod pacijenata koji su ranije imali kontaktni dermatitis. Može biti prediktor ishemijske bolesti srca, infarkta miokarda ili sistemske ateroskleroze.
U ovim stanjima treba imati u vidu ksantelazmu u diferencijalnoj dijagnozi i razmatrati odgovarajuću procenu i upravljanje ovim stanjem. Ova aktivnost naglašava ulogu interprofesionalnog tima u zbrinjavanju pacijenata sa ovim stanjem. 
Ranije se smatralo da ksantelazme nastaju samo kod osoba sa povišenim nivoima masnoća i holesterola u krvi. Polovina osoba sa ksantelazmama ima uredan nalaz lipida u krvi, i kod njih je genetski faktor najznacajniji uzročnik. 
Ksantelazme mogu biti udružene i sa hiperlipidemijom zbog šećerne bolesti, bilijarne ciroze, ateroskleroze.

### Histopatologija
Kod kantelazme epidermis je pošteđen, a takođe i papilarni dermis. U retikularnom dermisu, inflamatorni infiltrat je perivaskularni i sastoji se od mešovitih ćelija, uključujući mono i višejezgrene penaste ćelije unutar citoplazmatskih vakuola opterećenih lipidima u površinskom retikularnom dermisu. Potkožni masni sloj je obično pošteđen.

## Klinička slika
Bolest se manifestuje u vidu žućkastih masnih pločastih naslaga koje su blago izdignute iznad ravni kože, u unutrašnjim uglovima očnih kapaka. Ove naslage u vidu papula se ne mogu stisnuti i neće nestati same već će rasti s vremenom.

## Dijagnoza
Dijagnoza je jednostavna i postavlja se fizikalnim pregledom.
Kod pacijenti sa ksantelazmama treba preventivno urade biohemijske analize nivoa lipida u krvi, radi njihove korekcije ukoliko je potrebna, i eventualnog otkrivanja pratećih hroničnih bolesti sa narušenim metabolizmom masti.
Pošto veliki broj osoba sa ksantelazmom ima poremećaj lipida, preporučuje se merenje serumskog lipidnog profila. Takođe se može uraditi panel jetre, test funkcije štitne žlezde, glukoza u krvi natašte ili ako pacijent ima šećernu bolest, nivo glikozilovanog hemoglobina meri kontrolu šećera u krvi u poslednja 3 meseca. U većini slučajeva, nivoi holesterola i triglicerida su povišeni, a nivo lipoproteina visoke gustine (HDL) je smanjen. Da bi se precizno izmerio profil lipida, pacijenti treba da poste najmanje 12 sati.

## Terapija
Ksantelazme se najčešće uklanjaju radiotalasima, čija je primena potpuno bezbedna za područje oko očiju za razliku od laserskog uklanjanja. Za potpuno uklanjanje najčešće je dovoljan jedan tretman. Za veće i duboko smeštene ksantelazme potrebno je ponekad tretman ponoviti.
Tokom intervencije pacijentu se prvo ubrizgava mala količina lokalnog anestetika, da bi se potom pomoću radiotalasne omče toplotnim efektom lagano vršilo topljenje naslage masnoće. Nakon intervencije zaostaju krastice koje išćezacvaju za sedam do deset dana.

## Komplikacije
Studija koju su sproveli Christoffersen i saradnici,  smatraju da ksantelazma može biti prediktor rizika za infarkt miokarda, ishemijsku bolesti srca, tešku aterosklerozu, i smrti u opštoj populaciji, nezavisno od poznatih kardiovaskularnih faktora rizika (npr holesterola u plazmi, koncentracije triglicerida).  
Sa druge strane, arcus senilis rožnjače nije utvrđen kao važan prediktor rizika kod ksantelazme.

## Prognoza
Nakon uspešne intervencije radiotalasima ksantelazma na ostavlja ožiljke.

## Literatura
- Santaella RM, Ng JD, Wilson DJ. Carbon Dioxide Laser-Induced Combustion of Extravasated Intraocular Silicone Oil in the Eyelid Mimicking Xanthelasma. Ophthal Plastic and Reconstructive Surgery. 2011 Feb 22.
- Doi, Hideaki; Ogawa, Yutaka (септембар 1998). „A New Operative Method for Treatment of Xanthelasma or Xanthoma Palpebrarum: Microsurgical Inverted Peeling”. Plastic and Reconstructive Surgery. 102 (4): 1171—4. PMID 9734440. doi:10.1097/00006534-199809020-00040.
- Haygood, L. J.; Bennett, J. D.; Brodell RT. (септембар 1998). „Treatment of xanthelasma palpebrarum with bichloracetic acid.”. Dermatol Surg. 24 (9): 1027—31. PMID 9754092. S2CID 36511391. doi:10.1111/j.1524-4725.1998.tb04297.x.
- Basar, E.; Oguz, H.; Ozdemir, H.;  . (јануар 2004). „Treatment of xanthelasma palpebrarum with argon laser photocoagulation. Argon laser and xanthelasma palpebrarum”. Treatment of Xanthelasma Palpebrarum with Argon Laser Photocoagulation. Argon Laser and Xanthelasma Palpebrarum. Int Ophthalmol. 25 (1): 9—11. PMID 15085969. S2CID 2219143. doi:10.1023/b:inte.0000018523.55861.6c.
- Bergman R. (мај 1998). „Xanthelasma palpebrarum and risk of atherosclerosis.”. International Journal of Dermatology. 37 (5): 343—5. PMID 9620478. S2CID 221816110. doi:10.1046/j.1365-4362.1998.00362.x.
- Egan, C. A.; Patel, B. C.; Morschbacher, R.;  . (новембар 1997). „Atypical lymphoid hyperplasia of the eyelids manifesting as xanthelasma-like lesions”. Journal of the American Academy of Dermatology. 37 (5 Pt 2): 839—42.
- Gladstone, Geoffrey, Myint, Shoib. Xanthelasma. Roy FH and Fraunfelder FT, eds. Current Ocular Therapy. 2000. Vol. 5.: 452-3.
- Howard GR. Xanthelasma. Roy FH, ed. Masters Technique in Ophthalmic Surgery. 1995. 520-2.
- Ozdol, S.; Sahin, S.; Tokgozoglu, L. (август 2008). „Xanthelasma palpebrarum and its relation to atherosclerotic risk factors and lipoprotein (a)”. International Journal of Dermatology. 47 (8): 785—9.
- Usatine RP (фебруар 2000). „A cutaneous manifestation of a systemic disease”. West J Med. 172 (2): 84.
- Ustunsoy, E.; Demir, Z.; Coskunfirat, K.;  . (фебруар 1997). „Extensive bilateral eyelid ptosis caused by xanthoma palpebrarum”. Ann Plast Surg. 38 (2): 177—8. PMID 9043589. S2CID 22325514. doi:10.1097/00000637-199702000-00014.
- Ribera M, Pintó X, Argimon JM, Fiol C, Pujol R, Ferrándiz C (новембар 1995). „Lipid metabolism and apolipoprotein E phenotypes in patients with xanthelasma”. Am J Med. 99 (5): 485—90.
- Bergman R, Kasif Y, Aviram M, Maor I, Ullman Y, Gdal-On M;  . (март 1996). „Normolipidemic xanthelasma palpebrarum: lipid composition, cholesterol metabolism in monocyte-derived macrophages, and plasma lipid peroxidation”. Acta Derm Venereol. 76 (2): 107—10.
- Watanabe A, Yoshimura A, Wakasugi T, Tatami R, Ueda K, Ueda R, et al. Serum lipids, lipoprotein lipids and coronary heart disease in patients with xanthelasma palpebrarum. Atherosclerosis. 1981 Feb-Mar. 38 (3-4):283-90.

## Spoljašnje veze
- Treatment of xanthelasma with acid - pictures (језик: енглески)

|  | Molimo Vas, obratite pažnju na važno upozorenje u vezi sa temama iz oblasti medicine (zdravlja). |